# Prise inversée

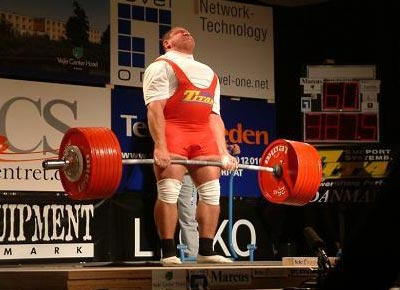
Ce force athlète qui réalise un soulevé de terre tient la barre lourdement chargée en prise inversée.

En force athlétique, la prise inversée ou encore la position inversée des mains consiste à améliorer la prise d'une barre chargée lourdement avec une main en pronation et l'autre main en supination. La prise inversée s'utilise dans le soulevé de terre qui est le troisième mouvement de ce sport de force qui en comporte trois. Les deux autres mouvements étant la flexion sur jambes (angl. squat) et le développé couché.